# Shiyan
Shiyan (chinois : 十堰市 ; pinyin : shíyàn shì) est une ville-préfecture du nord-ouest de la province du Hubei en Chine.

## Économie
Il y a quarante ans, Shiyan était encore un village. Dans les années 1960, Dongfeng Motor Corporation s'est installé dans la ville, l'économie de la ville est depuis principalement basée sur l'industrie automobile.
En 2006, le PIB total a été de 33,8 milliards de yuans, et le PIB par habitant de 37 791 yuans.

## Tourisme
Les monts Wudang (武当山 / 武當山, wǔdāng shān ; parfois écrit Wutang) ou montagnes de Wudang, est une chaîne de montagnes située au sud de la ville. Ce terme est également utilisé pour dénommer le site taoïste de ces montagnes, situé au sud du bourg de Wudangshan, sur le territoire de la ville-district de Danjiangkou,
Elle est considérée comme l'un des berceaux des arts martiaux internes taoïstes comme le taiji quan ou le bagua zhang qui se développèrent à partir du XVIIIe siècle sous le nom plus général de Wudang quan.
0
Les monastères ont été classés sites de l'héritage culturel mondial par l'UNESCO en 1994 sous le nom de « Ensemble de bâtiments anciens des montagnes de Wudang », attestant ainsi de la reconnaissance de leur valeur historique et culturelle.

## Transport
La gare ferroviaire assure la liaison avec Wuhan au Sud-Est et Yichang au Sud. La gare de Wudangshan est à quelques minutes de celle-ci.
Des bus, font la liaison, depuis la gare routière, avec le district forestier de Shennongjia voisin et sa réserve naturelle.

## Géographie
La ville-préfecture est frontalière avec les provinces du Shaanxi et du Henan, ainsi que la municipalité de Chongqing.

### Subdivisions administratives
La ville-préfecture de Shiyan exerce sa juridiction sur huit subdivisions - deux districts, une ville-district et cinq xian :
- le district de Zhangwan — 张湾区, zhāngwān qū ;
- le district de Maojian — 茅箭区, máojiàn qū ;
- la ville-district de Danjiangkou — 丹江口市, dānjiāngkǒu shì ;
- le xian de Yun — 郧县, yún xiàn ;
- le xian de Zhushan — 竹山县, zhúshān xiàn ;
- le xian de Fang — 房县, dáng xiàn ;
- le xian de Yunxi — 郧西县, yúnxī xiàn ;
- le xian de Zhuxi — 竹溪县, zhúxī xiàn.